# ナレースワン261警察特殊部隊
ナレースワン261警察特殊部隊 (タイ語:นเรศวร 261、英語：Naraesuan 261）は、タイ王国国家警察 国境警備警察 航空支援部隊第3連隊隷下の特殊部隊。1984年に創設。

## 概要
ナレースワン261警察特殊部隊は、対テロ作戦や凶悪事件の解決を職務とする。この部隊は特に国王、王妃、王室に関わる要人がタイ国内を巡察される際に警護の任務を負う。さらにタイを訪れた海外要人警護も行う。

## 歴史
1983年2月1日、内閣決議に基づき、対テロ作戦戦力として警察特殊部隊を創設を決定。
1984年、国家警察は、この目的の為に訓練を行う命令を受け、部隊を創設。国境警備警察航空支援部隊隷下に置いた。
1986年、国王布告14号により、ナレースワン261警察特殊部隊として再編し、国境警備警察航空支援部隊第3連隊隷下に置いた。

## 組織
部隊は、強襲小隊、奇襲・警備小隊、爆発物処理小隊、訓練小隊そして支援小隊で構成される。

## 訓練
初期訓練は国家警察警察官によって行われる。ドイツのGSG-9を模範にしており、5人一組のチームに分かれる。各チームは軍事作戦行動、狙撃、水中行動、格闘、さまざまな車両操縦技術の訓練を行う。
初期訓練を終え、試験に通ると、特殊作戦連隊に編入することになる。この連隊では、隊員を海外に派遣し、技術習得を図らせ、タイに技術移転を行わせている。通常5年間の訓練が行われる。
1. 国際対テロ訓練-新警官に対しては、24週間の訓練。
2. 国際対テロ訓練-現役警官に対しては、6週間の訓練と1週間の対テロ計画訓練。
3. 爆発物処理訓練-12週間の訓練。
4. 狙撃訓練-狙撃手として配備された場合、4週間の訓練
5. 電子技能訓練-電子技能局に配備されたものは12週間の訓練

さらに同部隊はタイ王国軍の特殊作戦部やアメリカ、オーストラリア、南アフリカ、ドイツと合同訓練も行っている。

## 作戦行動
同部隊は、タイ王室関係者の国内視察の際に護衛する任務を負う。さらに女性隊員の訓練も行われ、シリントーン内親王が国境警備警察学校を視察された際に随行した。
部隊はさまざまな重大な事件に対応して出動しており、以下に示す。
1. ビルマ人学生ミャンマー大使館占拠事件-1999年10月1日-2日 バンコク
2. カレン族反ビルマ組織によるラチャブリー病院立てこもり事件-2000年1月24日-25日 ラーチャブリー県
3. サムットサコーン県カレン族ビルマ組織脱走囚人人質事件-2000年11月22日-23日 サムットサーコーン県

これら三つの事件で、全員人質の救出し、作戦の成功を収めた。現在ナレースワン261警察特殊部隊は装備の増強を行い、更なる作戦の実施と国家警察の支援を行っている。

## 関連事項
- タイ王国国家警察庁
- タイ王国国境警備警察
- アリンタラート26警察特殊部隊(อรินทราช 26)-タイ版SWAT タイ王国首都圏警察隷下
- 特殊部隊